# Gastern
Gastern est une commune autrichienne du district de Waidhofen an der Thaya en Basse-Autriche.

## Géographie
- Gasteretal ou Gasterental est une vallée sur le cours supérieur de la Kander dans le canton de Berne, Suisse.
- Gastereholz ou Gasternholz désigne une forêt et une section de la Gasterental sur le cours supérieur de la Kander dans le canton de Berne.